# Конджи
Конджи (/ˈkɒndʒi/) — обобщающий термин для разных азиатских блюд из разваренного риса. По консистенции конджи напоминает густой суп или жидкую кашу.
В англоязычных источниках это блюдо часто называется «конджи» (congee). Слово «конджи» (англ. congee), вероятнее всего происходит от тамильского «канджи» (там. கஞ்சி).
В Китае это блюдо называется «чжоу» (кит. 粥; zhōu) и является популярным блюдом для завтрака, а также считается традиционной диетической едой для больных и выздоравливающих. В других азиатских странах существуют идентичные блюда, подробнее см. статью рисовая каша.

## Приготовление
Конджи состоит главным образом из разваренного в большом количестве воды на протяжении нескольких часов риса, в который по вкусу добавляются прочие ингредиенты, причём зачастую только уже в качестве украшения при подаче на стол. Соотношение риса и воды в рецептах может меняться, но, как правило, воды используется по объёму в 5-12 раз больше, чем риса.

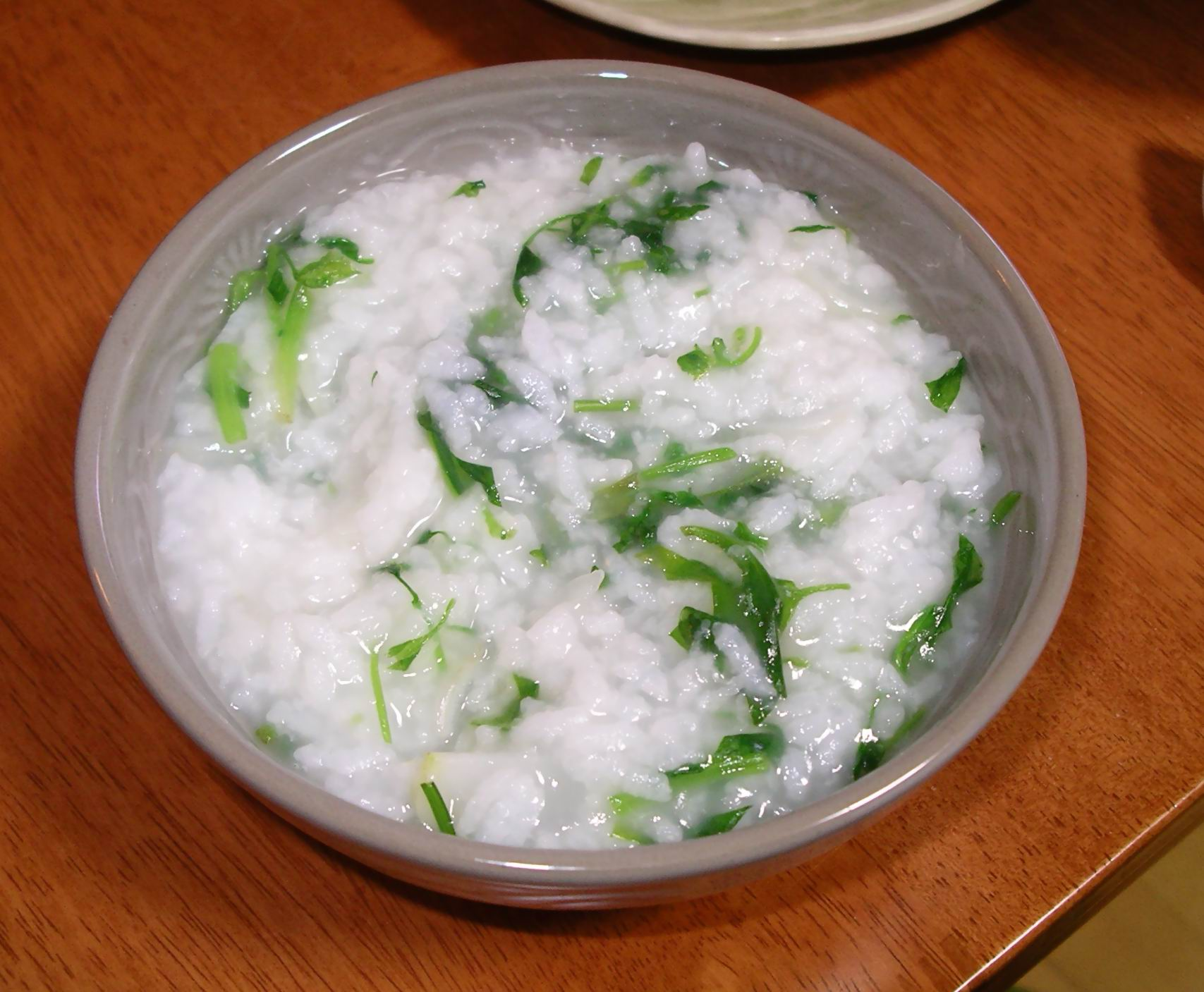
Японский вариант на праздник дзиндзицу с добавлением «семи счастливых императорских трав» (七草粥, «нанакуса-гаю»).
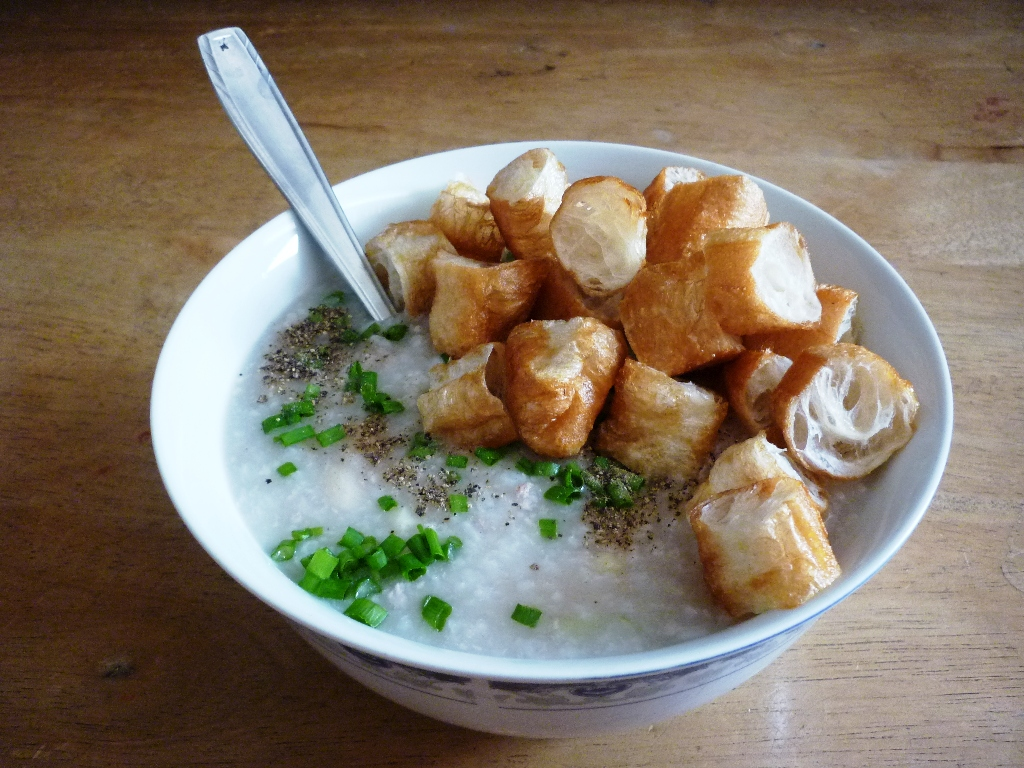
Вьетнамский вариант